# Euouae

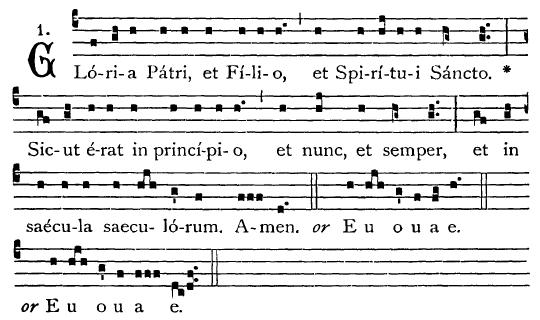
Liber Usualis 중 두개의 euouae 대안을 가지고 있는 현대 네우마로 기록된 영광송 그레고리안 성가.

Euouae는 중세 서양 음악에서 송영 중 하나인 영광송의 마지막 구문인 In saecula saeculorum. Amen. 중에서 "seculorum Amen"(영원히, 아멘)의 어조의 연속을 기록하기 위해 사용된 연상기호이다. 그레고리안 성가에서는 시편을 그레고리안 송가로 부를 때 모든 끝에 영광송을 부르게 되어 있는데, 따라서 9세기에서 11세기 경에 가사 위에 네우마를 기입할 때에 위의 단어를 다 적는 불편함을 줄이기 위해 EUOUAE라고 적거나, 단순히 첫 모음과 마지막 모음만을 E----E로 기록하기 시작한 데에서 비롯됐다.
기네스 세계 기록에 따르면, euouae는 영어에서 모음으로만 만들어진 가장 긴 단어이기도 하다.